# Novo Selo (commune de Macédoine du Nord)
Pour les articles homonymes, voir Novo Selo.
Novo Selo (en macédonien : Ново Село ) est une commune du sud-est de la Macédoine du Nord. Elle comptait 6 972 habitants en 2021 et s'étend sur 424,82 km2.
Son territoire est limitrophe de ceux des communes macédoniennes de Berovo, Bosilovo et Strumica ainsi que de la Bulgarie et de la Grèce. Elle compte plusieurs villages : Novo Selo, où se trouve le siège de la commune, Badolen, Baykovo, Barbarevo, Borisovo, Drajevo, Zoubovo, Kolechino, Mokrievo, Mokrino, Novo Konyarevo, Samoïlovo, Smolari, Staro Konyarevo, Stinik et Souchitsa.

## Administration

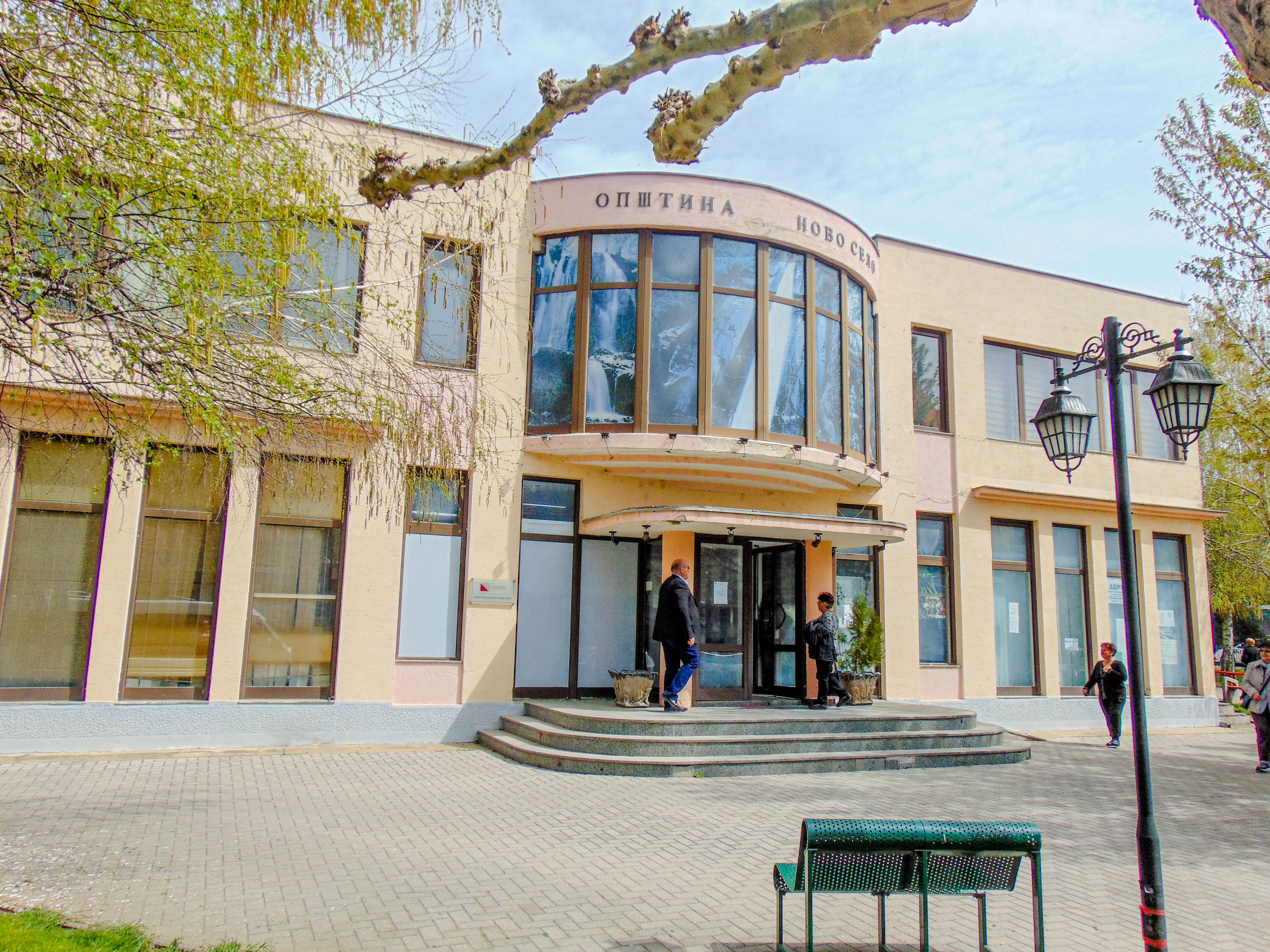
La mairie.

La commune est administrée par un conseil municipal élu au suffrage universel tous les quatre ans. Il adopte les plans d'urbanisme, accorde les permis de construire, planifie le développement économique local, protège l'environnement, prend des initiatives culturelles et supervise l'enseignement primaire. Il compte 15 conseillers municipaux.
Le pouvoir exécutif est détenu par le maire, lui aussi élu au suffrage universel. Depuis 2021, le maire de Novo Selo est Ǵorǵe Božinov, membre de VMRO-DPMNE.

## Démographie

### Évolution démographique
| 2002   | 2021  |
| ------ | ----- |
| 11 567 | 6 972 |

### Répartition ethnique
Lors du recensement de 2002, la commune comptait :
- Macédoniens : 11 907 (99,50 %)
- Serbes : 25 (0,21 %)
- Roms : 3 (0,03 %)
- Bosniaques : 2 (0,02 %)
- Autres : 29 (0,24 %)

## Héraldique

Anciennes armoiries de Novo Selo.
Armoiries de Novo Selo depuis 2014.